# Leptobrachium buchardi
Leptobrachium buchardi és una espècie d'amfibi que viu a Laos.
Està amenaçada d'extinció per la pèrdua del seu hàbitat natural.